# Tommaso Ammirato
Tommaso Ammirato (falecido em 1438) foi um prelado católico romano que serviu como bispo de Lecce (1429–1438).

## Biografia
Tommaso Ammirato foi ordenado sacerdote na Ordem de São Bento. A 2 de março de 1429, foi nomeado pelo Papa Martinho V como Bispo de Lecce. Serviu nessa posição até à sua morte em 1438.